# Метт Еммонс
Метт Еммонс  (англ. Matt Emmons, 4 травня 1981) — американський стрілець, олімпійський чемпіон.

## Виступи на Олімпіадах
| Олімпіада   | Дисципліна                                     | Місце |
| ----------- | ---------------------------------------------- | ----- |
| Афіни 2004  | пневматична гвинтівка, 10 м                    | 9T    |
| Афіни 2004  | дрібнокаліберна гвинтівка, 50 м, три положення | 8     |
| Афіни 2004  | дрібнокаліберна гвинтівка, 50 м, лежачи        | 1     |
| Пекін 2008  | дрібнокаліберна гвинтівка, 50 м, три положення | 4     |
| Пекін 2008  | дрібнокаліберна гвинтівка, 50 м, лежачи        | 2     |
| Лондон 2012 | пневматична гвинтівка, 10 м                    | 35    |
| Лондон 2012 | дрібнокаліберна гвинтівка, 50 м, три положення | 3     |
| Ріо 2016    | гвинтівка, 50 м, три положення                 | 19    |